# Katja Hofem

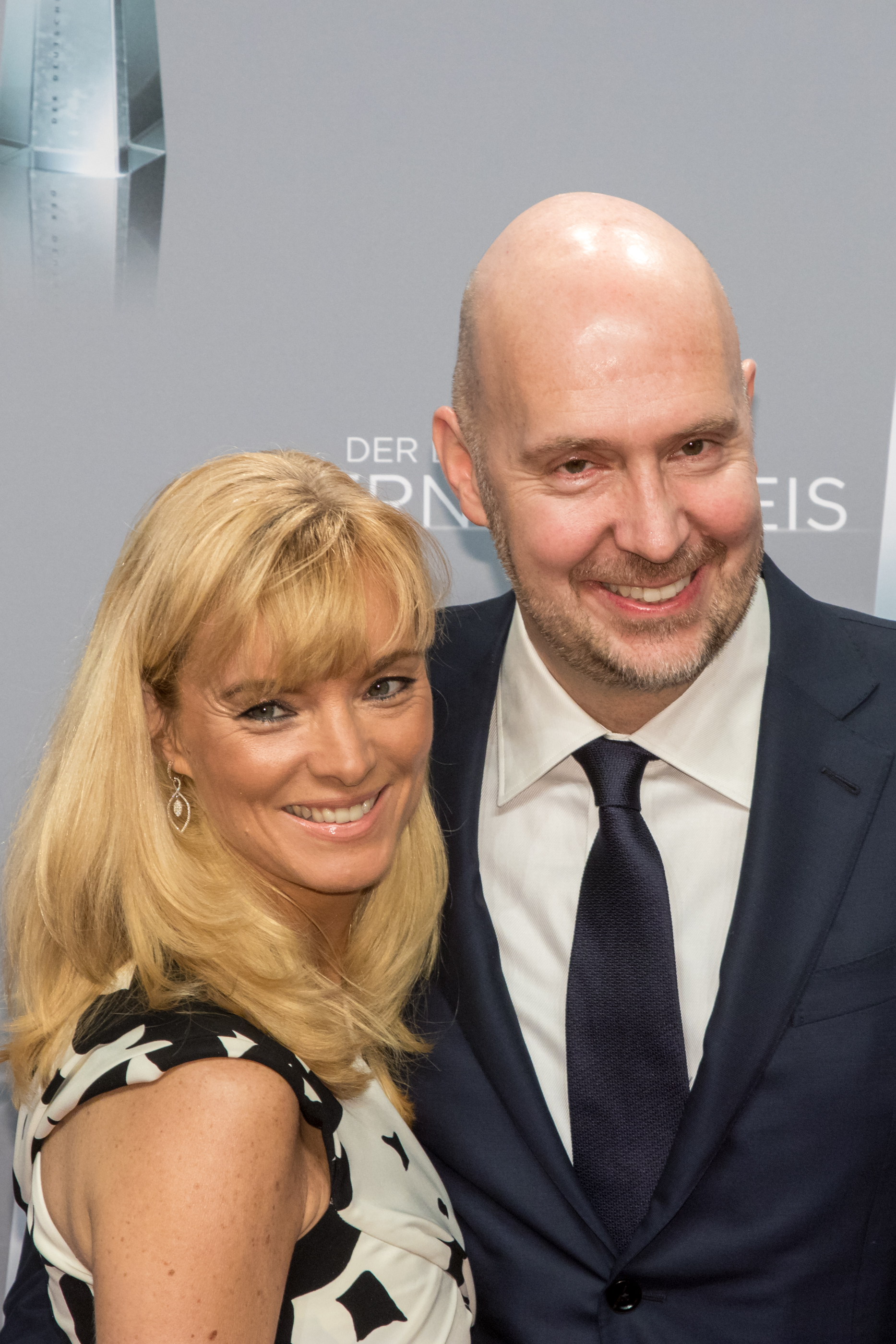
Katja Hofem beim Fernsehpreis 2018, mit Wolfgang Link

Katja Hofem (* 1970 in Aalen) ist eine deutsche Medienmanagerin.

## Werdegang
Hofem war seit 1995 für RTL II tätig. Seit 1999 war sie Leiterin der Unterhaltungsredaktion, bevor sie am 15. November 2005 Programmchefin des Senders wurde. Dort brachte sie unter anderem die Sendungen Big Brother, Die Kochprofis sowie Popstars auf Sendung. Diese Position hielt sie bis 2006 inne. Anschließend übernahm sie bis zum August 2009 die Co-Geschäftsführung der Discovery Communications in Deutschland und war für den Sender DMAX verantwortlich. Danach war sie bei der ProSiebenSat.1 Media unter Vertrag. Sie leitete dort bis 17. Januar 2013 den Frauensender sixx, danach übernahm Hofem die Geschäftsführung des Senders kabel eins. Ab dem 1. März 2016 war Katja Hofem COO der ProSiebenSat.1 TV Deutschland GmbH. Vom 15. März 2019  an war sie Chief Content & Marketing Officer (CCMO) und Co-Geschäftsführerin von 7TV bzw. Joyn. Sie verließ das Unternehmen auf eigenen Wunsch zum 31. Januar 2021. Seit dem  1. November 2021 ist Hofem bei Netflix in der Position als Serienchefin Deutschland beschäftigt.